# Macedoiulus storkani
Macedoiulus storkani är en mångfotingart som beskrevs av Karl Wilhelm Verhoeff 1932. Macedoiulus storkani ingår i släktet Macedoiulus och familjen kejsardubbelfotingar. Inga underarter finns listade i Catalogue of Life.